# Vasileios Karagkounīs
Vasileios Karagkounīs (in greco Βασίλειος Καραγκούνης?; Lamia, 18 gennaio 1994) è un calciatore greco, difensore del Feronikeli.

## Carriera

### Club
Ha giocato nella prima divisione greca, in quella cipriota, in quella georgiana ed in quella kazaka.

### Nazionale
Ha giocato nelle nazionali giovanili greche Under-17 ed Under-19.